# زمین‌لرزه ۱۹۶۹ آفریقای جنوبی
زمین‌لرزه آفریقای جنوبی در تاریخ ۲۹ سپتامبر ۱۹۶۹ میلادی، برابر با ‎۷ مهر ۱۳۴۸، ساعت ۲۰:۰۳:۳۰ به زمان یوتی‌سی در آفریقای جنوبی رخ داد. ژرفای این زلزله ۱۵ کیلومتر بود. بزرگی آن ۶٫۳ در مقیاس Ms اعلام شده‌است. زمین‌لرزه به وقت محلی در روز دوشنبه، ساعت ۲۲ روی داده و منطقه زمانی آن یوتی‌سی +۲ بوده‌است.
سازمان زمین‌شناسی آمریکا نیز جای این زمین‌لرزه را در مختصات ۳۲°۵۴′جنوبی ۱۹°۴۲′شرقی / ۳۲٫۹°جنوبی ۱۹٫۷°شرقی و بزرگی آنرا برابر با ۶٫۳ در مقیاس ریشتر اعلام کرده‌است. ژرفای گزارش شده از سوی این سازمان ۳۳ کیلومتر می‌باشد.
شمار کشتگان زلزله حدود ۱۲ نفر بوده‌است.